# Fallrohr

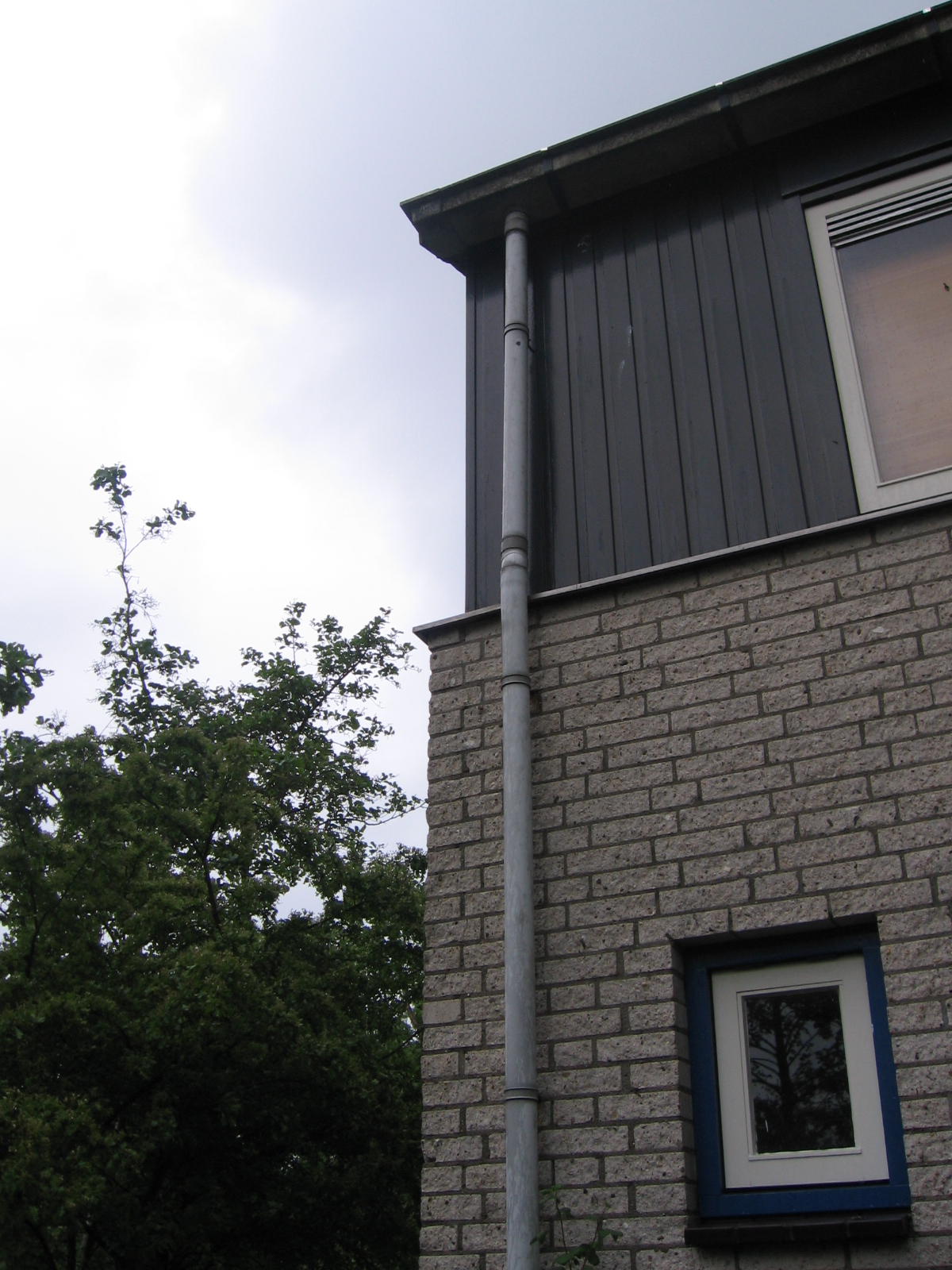
Fallrohr an einer Hauswand zur Dachentwässerung

Ein Fallrohr (auch Traufröhre, Abfallrohr) ist im Bauwesen ein senkrecht am oder im Gebäude verbautes Rohr zur Entwässerung. Hauptsächlich gibt es Regenwasserfallrohre, die zur Dachentwässerung an die Dachrinne bzw. einen Regeneinlauf angeschlossen sind oder senkrechte Schmutzwasserfallrohre im Gebäude, die zur Abwasserbeseitigung dienen.

## Funktionsweise
Das abfließende Wasser strömt überwiegend entlang der Innenwand des Rohres. Nur ein geringer Anteil bewegt sich im freien Fall durch den Rohrquerschnitt. Turbulent abgelöste Tropfen können sich mit der durchs Rohr strömenden Luft im Ausnahmefall auch aufwärts bewegen.
Gerade Rohrabschnitte werden meist durch angeformte Muffen, durch separate Formstücke oder durch Manschettendichtungen miteinander verbunden. Ein Hosenrohr führt zwei benachbarte Fallrohre platzsparend zusammen. Während die Fallrohre meist parallel in ein Hosenstück geführt werden, treffen sie in einem „Y-Stück“ in einem Winkel aufeinander.

## Regenwasserfallrohre
Nachdem Wasserspeier zunächst in den Städten „gesetzlich verpönt“ und ab Ende des 18. Jahrhunderts zunehmend ihre Bedeutung verloren, wurden sie nach und nach durch Regenfallrohre ersetzt.
Regenwasserfallrohre dienen zur Ableitung des Regenwassers aus der Dachrinne. Charakteristisch ist ein großer Innendurchmesser im Verhältnis zur zu erwartenden Durchflussmenge und die freie Verbindung zu Umgebungsluft, damit sich im Rohr kein hydrostatischer Druck aufbaut.
Die Materialien für Regenwasser-Fallrohre (außerhalb eines Gebäudes) sind Kunststoff, verzinktes Stahlblech, Kupferblech, Titanzink und Faserzement.
Bei kleineren zu entwässernden Dachflächen, und daher geringeren Wassermengen, und niedrigen Höhen können alternativ auch Regenablaufketten eingesetzt werden. 
Fallrohre werden wegen der geringen mechanischen Belastung dünnwandig gebaut und auf Baustellen temporär durch Folienschläuche aus Polyethylen ersetzt.
In Deutschland sollen Fallrohre heutzutage so ausgelegt sein, dass sie Regenschauer mit einer Niederschlagsmenge von 60–100 l/(h×m²) ableiten können. Folgende Zahlen gelten als Richtwerte:
| Dachfläche | Durchmesser Fallrohr |
| ---------- | -------------------- |
| 040 m²     | 060 mm               |
| 080 m²     | 080 mm               |
| 150 m²     | 100 mm               |
| 270 m²     | 125 mm               |

Der große Durchmesser berücksichtigt, dass das Wasser an der Innenwand entlang fließt und in der Mitte die Luft hindurch strömen lässt. 
Fallrohre werden im Fall von Faserzement gemufft und gedichtet verlegt. Blechrohre werden zylindrisch gefertigt, doch im unteren Ende industriell oder mit Handwerkzeug rundum verjüngt oder mit etwa 3 cm langen Längsrillen eingezogen, um das Ende in das folgende Rohr schieben zu können. Die Befestigung erfolgt mit zumindest einer Befestigungsschelle je Rohr, die – typisch mit einer Ringschraube aus NiRo-Stahl zugeschraubt – das Rohr einklemmt.

Zur Regenwassernutzung kann das Fallrohr mit Bauteilen wie Fallrohrfilter, Fallrohrsieb, Regenwassersammler, Regenwasserklappe oder Regenwasserweiche versehen werden. Diese werden oberhalb des endgültigen Anschlusses über ein Standrohr zu einem Abwasserkanal oder Regenwasserversickerung erfolgt. Ein Fallrohr kann auch in einem Bogen enden und das Wasser in eine Tonne oder auf die umgebenden Fläche abgeben.

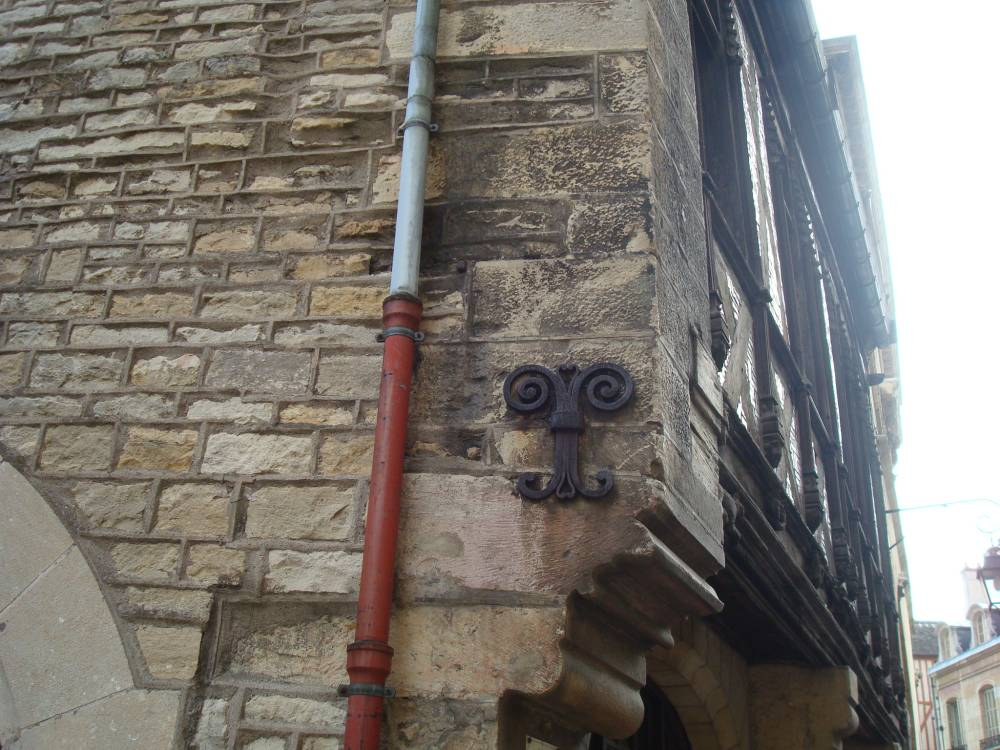
Stahlblechrohr mit Übergang in ein Gusseisenrohr
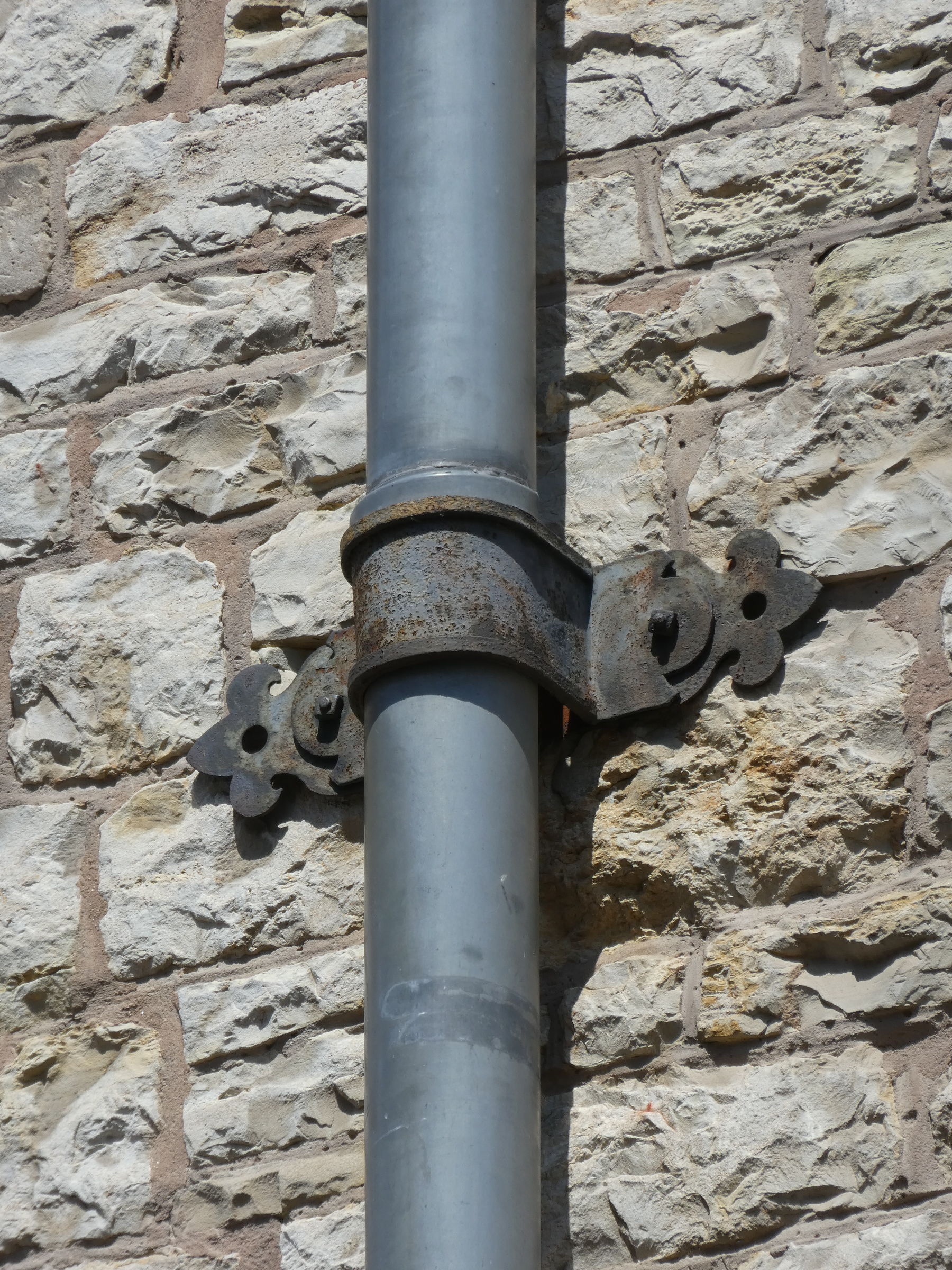
Historische Fallrohrbefestigung mit einer Rohrschelle, 1902
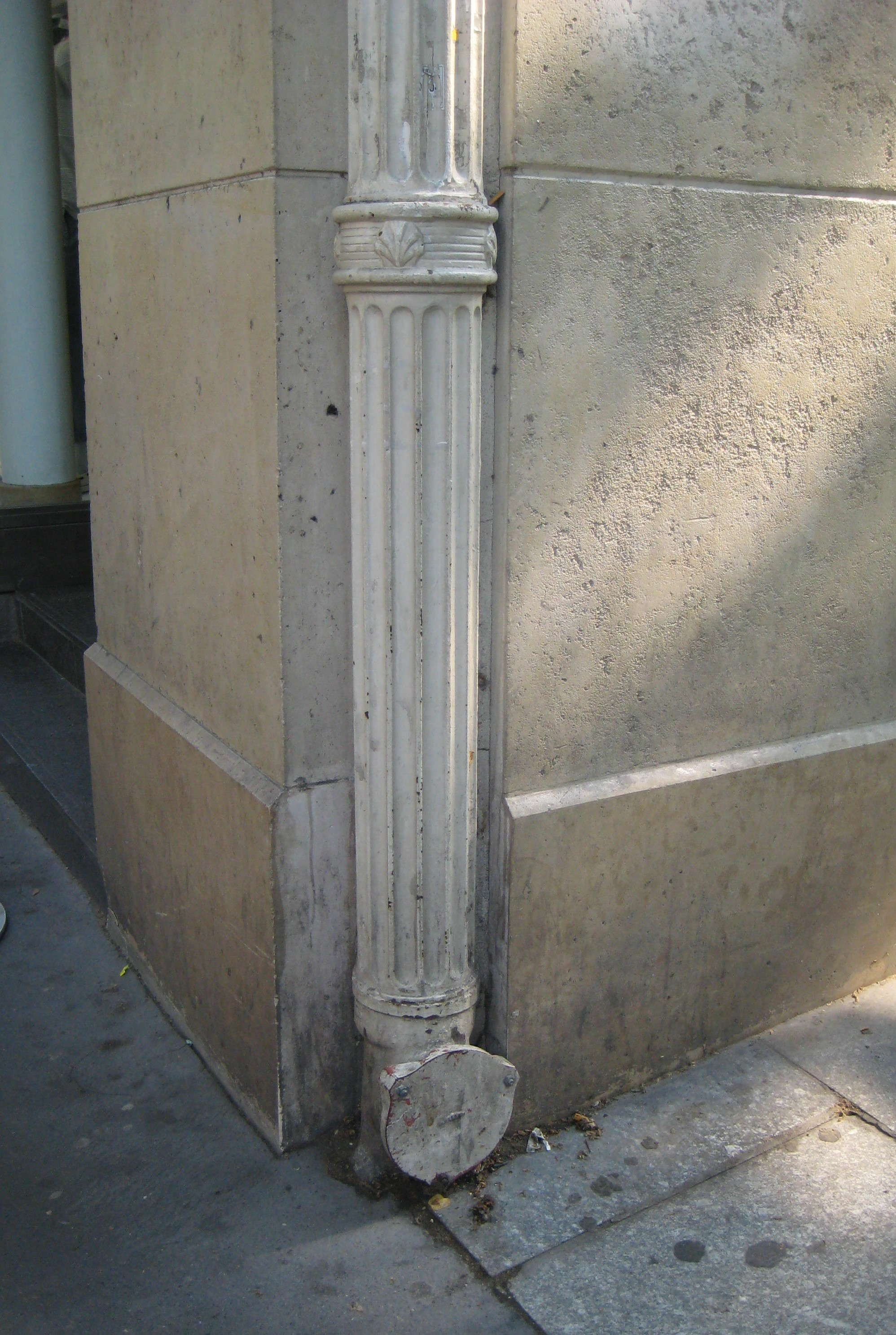
Gusseisernes Regenfallrohr mit Kannelierung (Paris)
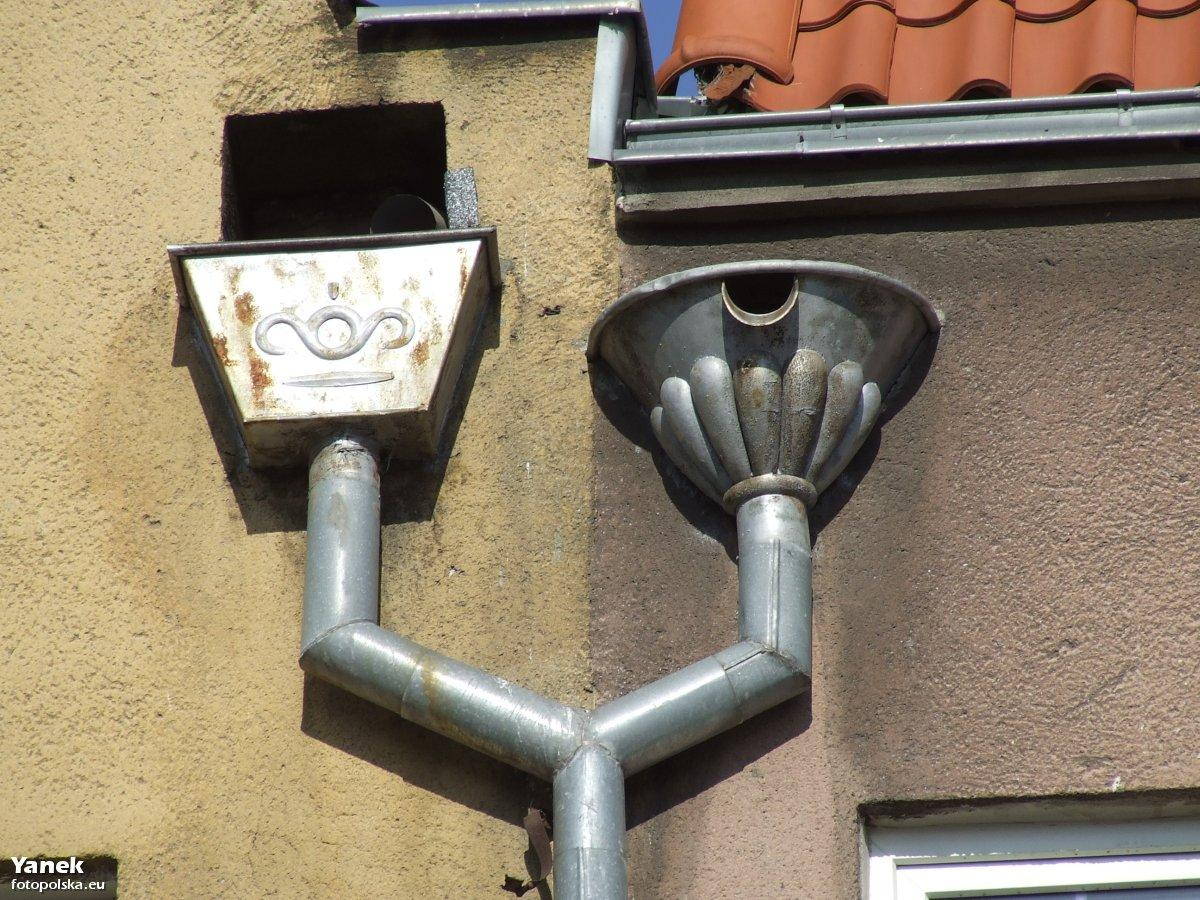
Ein handgelötetes Y-Stück führt Regenwasserabläufe von zwei benachbarten Dächern zusammen
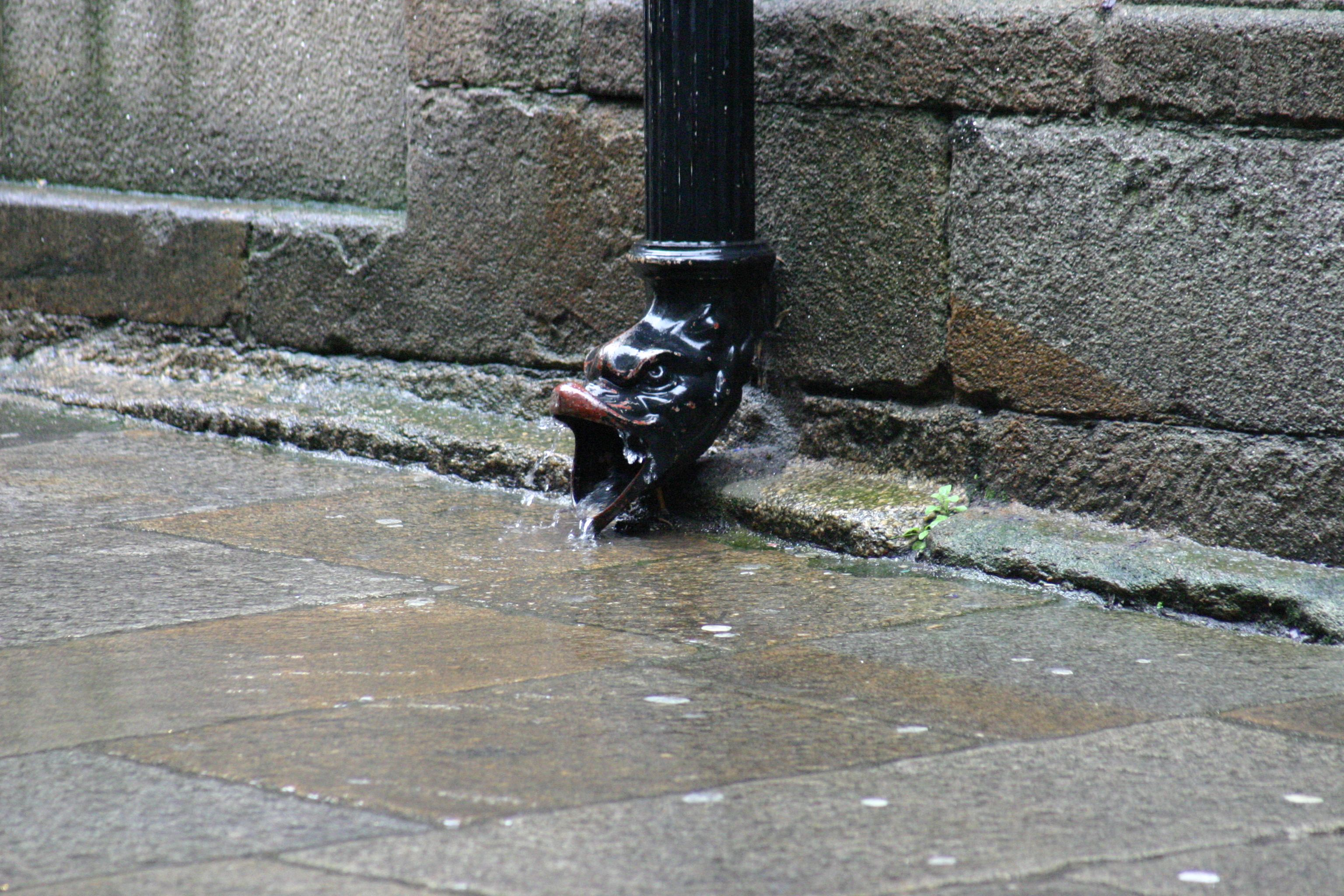
Speiröhre mit Entwässerung auf den Gehweg in Santiago de Compostela. In Deutschland waren früher vielerorts in den Gehweg eingelassene Rinnsteine üblich, die das aus dem Speirohr tretende Wasser bündelten und in einer Rinne zur Gosse leiteten.
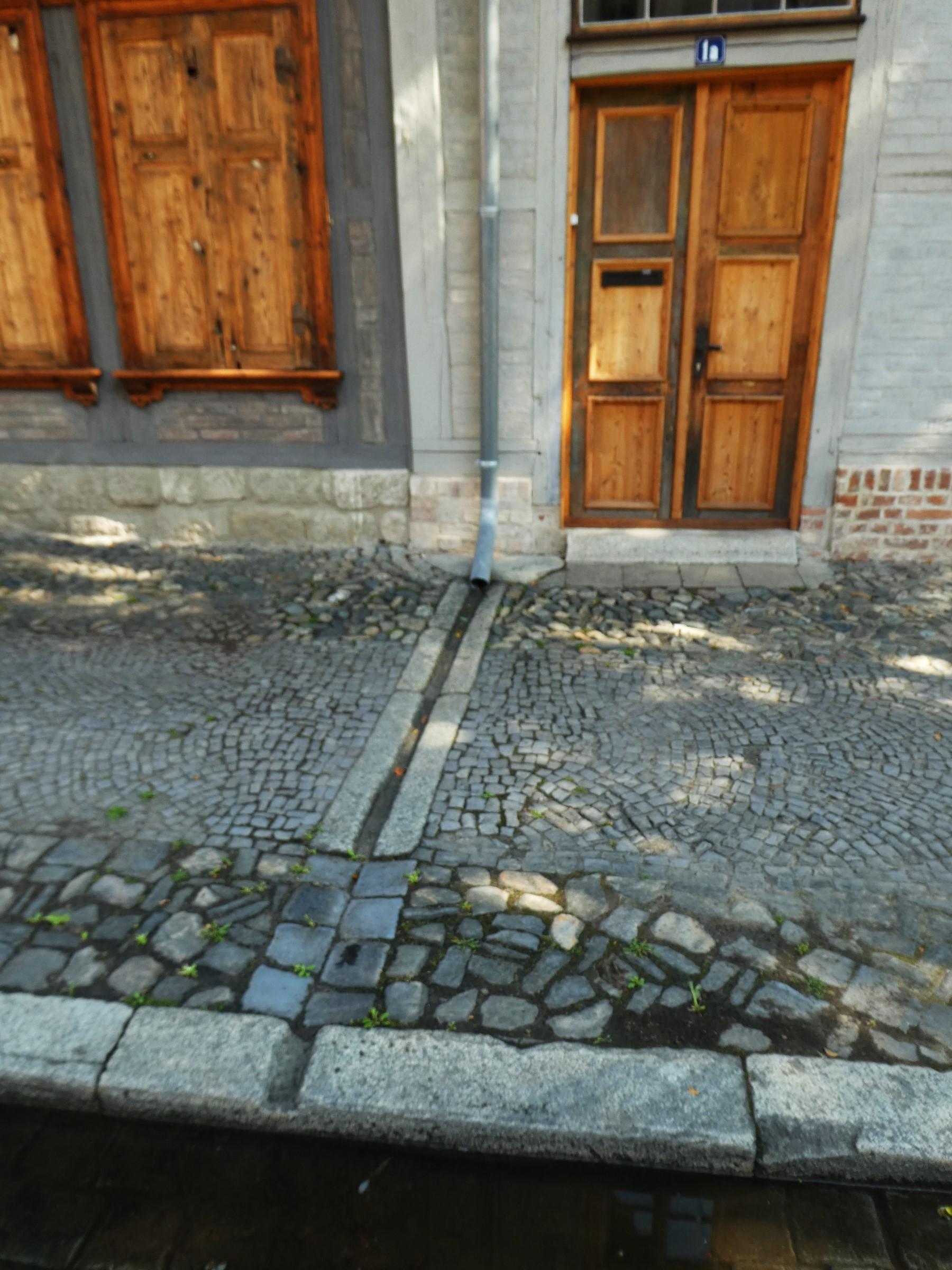
Fallrohr mit offener Entwässerung in Gehwegrinne bis zur Gosse
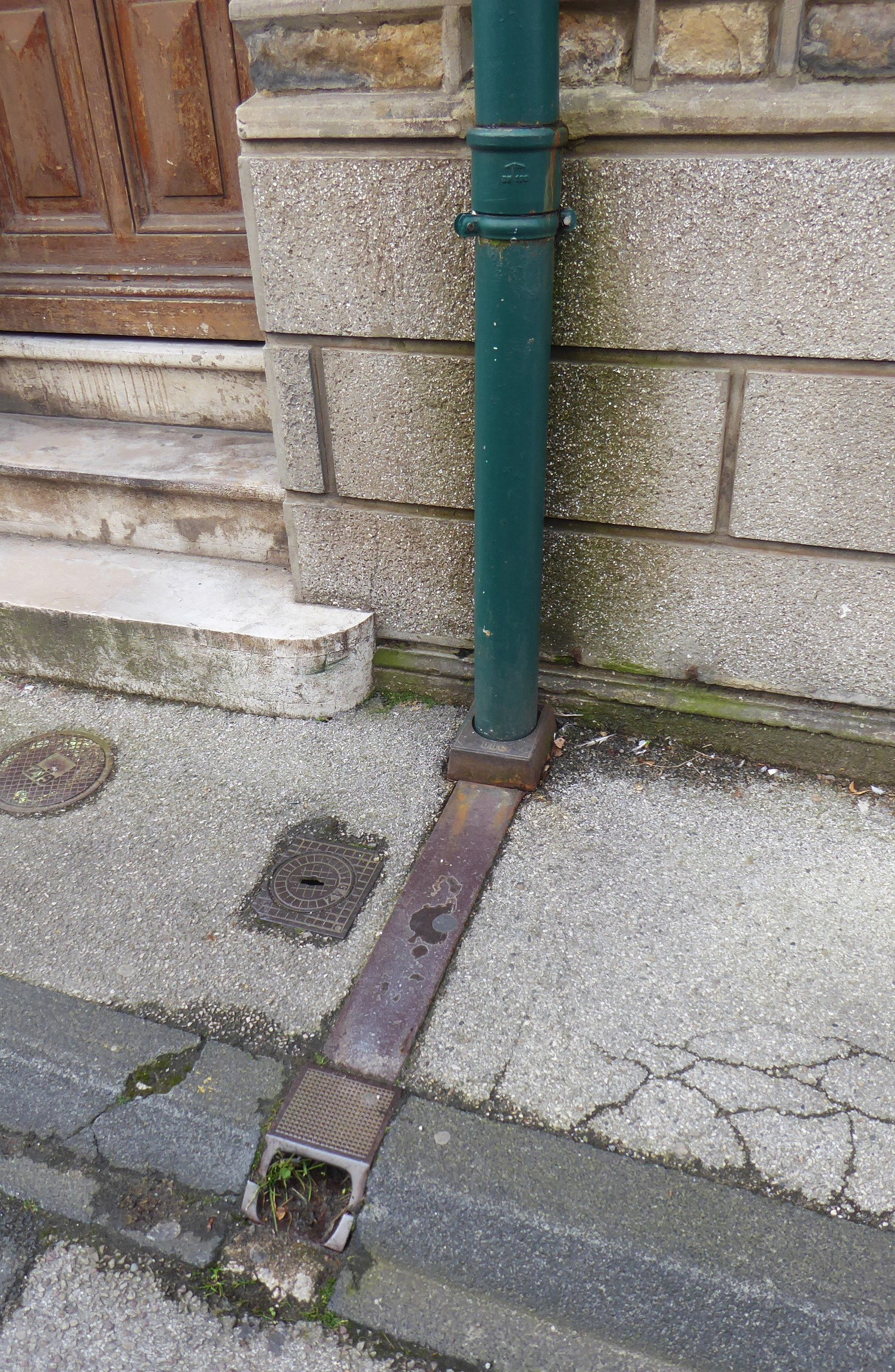
Fallrohr mit Bodenanschluss an eine Gehwegrinne, die in die Gosse entwässert
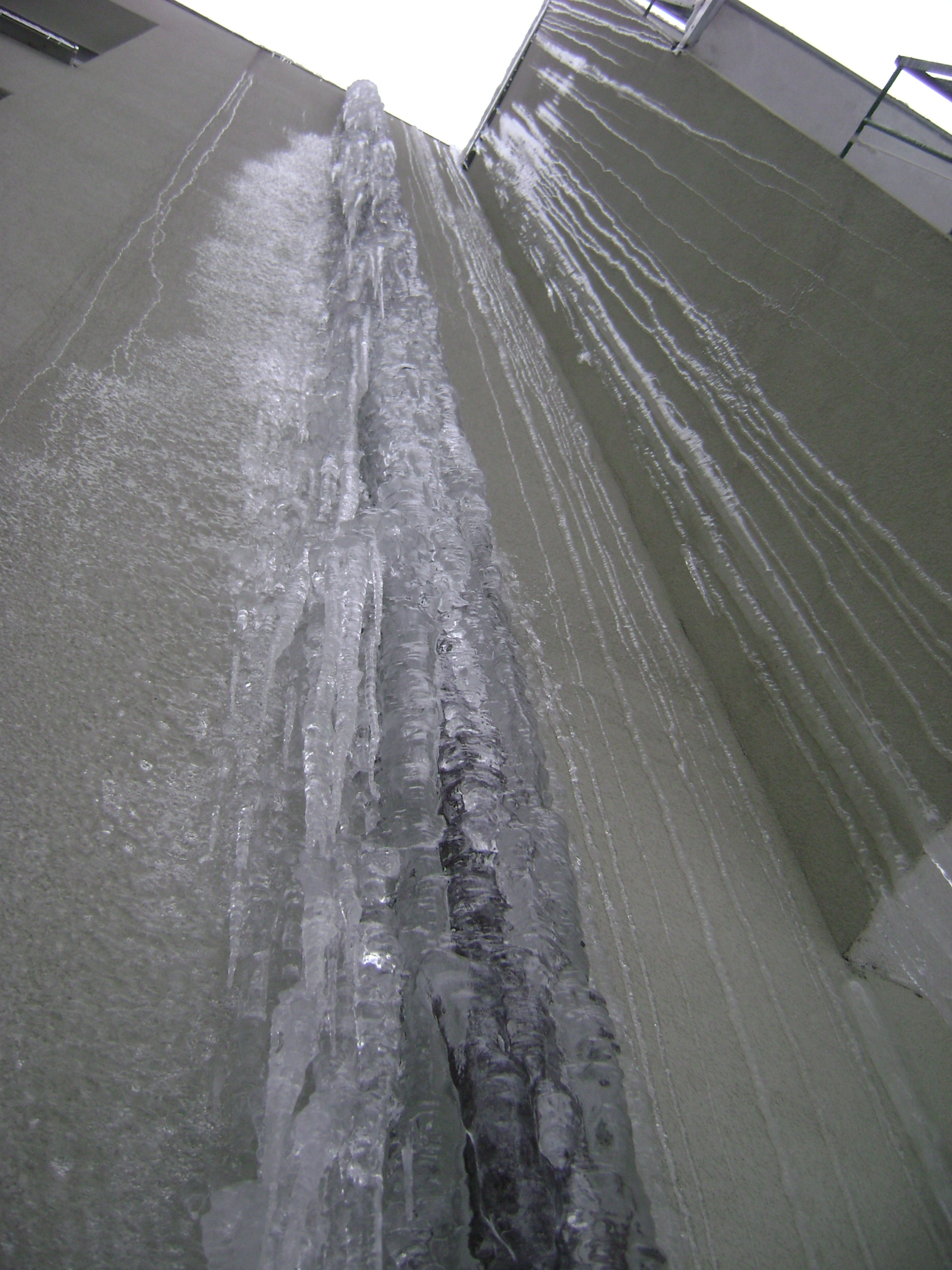
Vereistes Fallrohr

## Schmutzwasserfallrohre

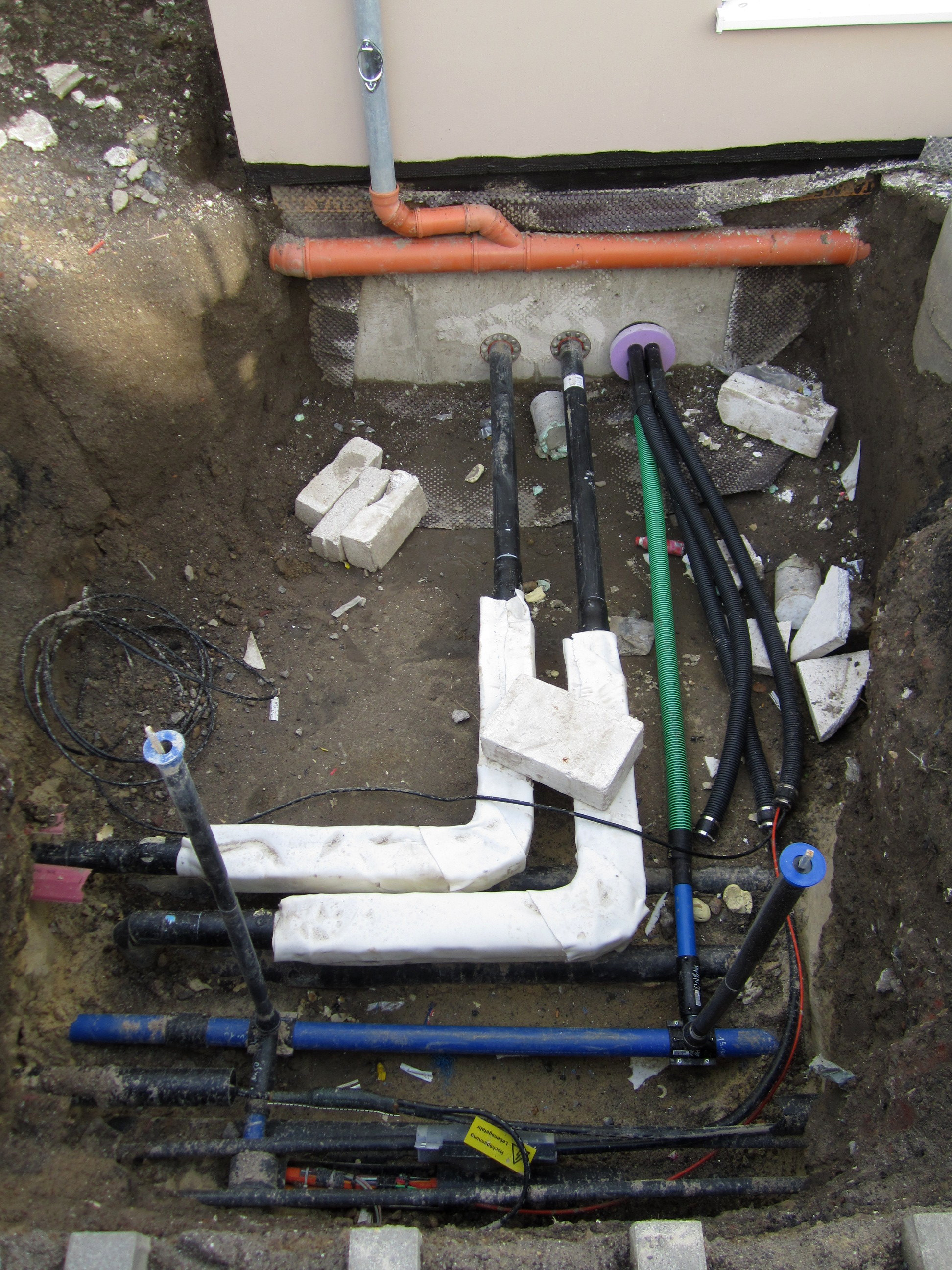
Einbindung eines Regenfallrohrs in die Grundleitung

Die Materialien für Schmutzwasser-Fallrohre sind Gusseisen, Flussstahl, Steinzeug und Kunststoff (PVC-Rohre bzw. HT-Rohre); mehr Details siehe Abwasserrohr.

Bei der Auswahl des Materials wird unter anderem berücksichtigt, welche Dämmeigenschaften (Geräuschkulisse) das Fallrohr entwickelt. Beim Hausbau hat sich Gusseisen bewährt, da es wegen seiner hohen Masse und Steifigkeit nur wenig Geräusch emittiert.